# Бакшанська сільська рада
Бакша́нська сільська́ ра́да — колишня  адміністративно-територіальна одиниця та орган місцевого самоврядування в Савранському районі Одеської області. Адміністративний центр — село Бакша.

## Загальні відомості
- Територія ради: 79,94 км²
- Населення ради: 1 717 осіб (станом на 2001 рік)

## Населені пункти
Сільській раді були підпорядковані населені пункти:
- с. Бакша
- с. Йосипівка

## Населення
Згідно з переписом УРСР 1989 року чисельність наявного населення сільської ради становила 2024 особи, з яких 846 чоловіків та 1178 жінок.
За переписом населення України 2001 року в сільській раді мешкали 1692 особи.

### Мова
Розподіл населення за рідною мовою за даними перепису 2001 року:
| Мова       | Відсоток |
| ---------- | -------- |
| українська | 93,42 %  |
| молдовська | 4,89 %   |
| російська  | 1,16 %   |
| білоруська | 0,29 %   |
| вірменська | 0,06 %   |
| циганська  | 0,06 %   |

## Склад ради
Рада складалася з 16 депутатів та голови.
- Голова ради:
- Секретар ради: Колесник Валентина Павлівна

### Керівний склад попередніх скликань
| Прізвище, ім'я, по батькові | Основні відомості                                            | Дата обрання | Дата звільнення |
| --------------------------- | ------------------------------------------------------------ | ------------ | --------------- |
| Дубчак Дмитро Анатолійович  | Сільський голова, 1970 року народження, член Народної партії | 26.03.2006   | 31.10.2010      |

Примітка: таблиця складена за даними сайту Верховної Ради України

### Депутати
За результатами місцевих виборів 2010 року депутатами ради стали:

#### За суб'єктами висування
| Суб'єкт висування            | Кількість обраних депутатів | %    |
| ---------------------------- | --------------------------- | ---- |
| Партія регіонів              | 11                          | 68,8 |
| Соціалістична партія України | 4                           | 25   |
| «Партія селян»               | 1                           | 6,3  |

#### За округами
| № округу                     | Прізвище, ім'я, по батькові   | Дата визнання обраним | Освіта             | Партійна приналежність             | Відомості про обраного депутата                       |
| ---------------------------- | ----------------------------- | --------------------- | ------------------ | ---------------------------------- | ----------------------------------------------------- |
| Партія регіонів              |                               |                       |                    |                                    |                                                       |
| 1                            | Чустрак Василь Миколайович    | 04.11.2010            | середня            | член Партії регіонів               | тимчасово не працює                                   |
| 4                            | Колесник Валентина Павлівна   | 04.11.2010            | вища               | член Партії регіонів               | Бакшанська сільська рада, секретар                    |
| 5                            | Роїк Галина Борисівна         | 04.11.2010            | середня            | член Партії регіонів               | Бакшанський навчально-виховний комплекс, техпрацівник |
| 6                            | Шпирка Микола Іванович        | 04.11.2010            | середня спеціальна | член Партії регіонів               | тимчасово не працює                                   |
| 9                            | Чустрак Микола Миколайович    | 04.11.2010            | середня            | член Партії регіонів               | пенсіонер                                             |
| 10                           | Черепов Олександр Федорович   | 04.11.2010            | середня            | член Партії регіонів               | приватний підприємець                                 |
| 11                           | Савіцька Таміла Дмитрівна     | 04.11.2010            | середня            | позапартійна                       | пенсіонер                                             |
| 12                           | Трач Людмила Григорівна       | 04.11.2010            | вища               | позапартійна                       | ТОВ «Нива», головний економіст                        |
| 13                           | Войтенко Світлана Іллівна     | 04.11.2010            | середня            | член Партії регіонів               | ТОВ «Нива», доярка                                    |
| 14                           | Шаровський Валерій Сергійович | 04.11.2010            | середня            | позапартійний                      | ТОВ «Нива», комбайнер                                 |
| 15                           | Гудз Борис Борисович          | 04.11.2010            | середня            | позапартійний                      | ТОВ «Нива», водій                                     |
| «Партія селян»               |                               |                       |                    |                                    |                                                       |
| 3                            | Сушко Олексій Віталійович     | 04.11.2010            | середня            | позапартійний                      | Слюсарівське лісництво, лісник                        |
| Соціалістична партія України |                               |                       |                    |                                    |                                                       |
| 2                            | Лелюк Микола Миколайович      | 04.11.2010            | середня            | позапартійний                      | ЗАТ АПК «Саврань», бригадир                           |
| 7                            | Таран Анатолій Михайлович     | 04.11.2010            | середня            | член Соціалістичної партії України | тимчасово не працює                                   |
| 8                            | Бондар Ольга Степанівна       | 04.11.2010            | середня            | член Соціалістичної партії України | ЗАТ АПК «Саврань», бригадир польової бригади          |
| 16                           | Гудз Олена Федорівна          | 04.11.2010            | середня            | член Соціалістичної партії України | Йосиповська загальноосвітня школа, кухар              |